# Beau Ideal
Beau-Ideal is een historisch Brits motorfietsmerk.
De bedrijfsnaam was Charles Richards and Co. later Richards' Beau-Ideal Cycle Co. Ltd., Heath Town, Wolverhampton.
Het bedrijf werd rond 1890 opgericht door Charles Richards als producent van fietsen. Het was gevestigd aan Frederick Street, maar had al showrooms, die aan Gresham Chambers in Lichfield Street lagen. Op 20 juli 1896 werd de Richards' Beau Ideal Cycle Co geregistreerd.
Het bedrijf werd al snel succesvol en in 1904 werden tijdens de Stanley Show drie motorfietsen gepresenteerd. Ze werden aangedreven door Duitse Fafnir inbouwmotoren. Mogelijk werden ook nog exemplaren met motoren van Clément, Minerva en JAP gemaakt, maar in 1906 ging men zich weer concentreren op de productie van fietsen. Er zijn nog plannen geweest voor de bouw van een tricar, maar het is niet bekend of er ooit zelfs maar een prototype is gebouwd.
Beau-Ideal maakte wel een bijzondere "Unisex"-fiets. De herenfiets kon door de "stang" naar beneden te klappen worden omgetoverd in een damesfiets